# 栃木県道69号宇都宮茂木線

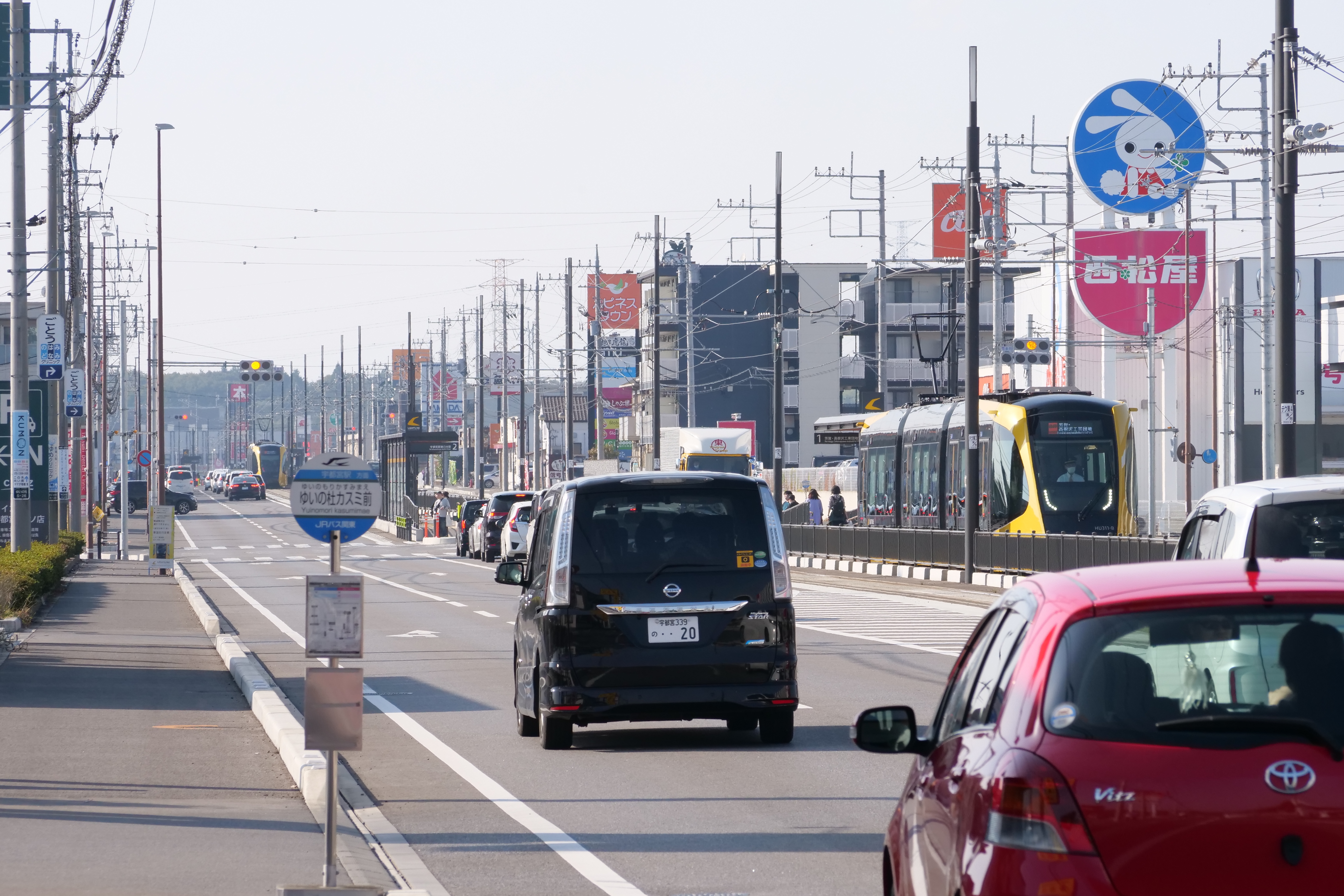
宇都宮市ゆいの杜6丁目付近

栃木県道69号宇都宮茂木線（とちぎけんどう69ごう うつのみやもてぎせん）は、栃木県宇都宮市から芳賀郡茂木町に至る県道（主要地方道）である。

## 概要
宇都宮市清原地区から芳賀町祖母井、市貝町市塙を経由し茂木町の入口までを結ぶ道路。市貝町から東は真岡鐵道と並走する。
沿線には清原台団地や芳賀工業団地が控え、交通量が多いため、起点付近から芳賀町の区間にかけてバイパスの敷設が行われている。また、芳賀町から市貝町の区間についてもバイパス整備がすすめられ、2014年（平成26年）3月16日に芳賀市貝バイパスが全線開通した。同年10月17日には旧道が本路線の指定を外れ、このうち一部区間が市塙停車場線と市塙北長島線に指定替えとなり、残る区間が芳賀町道と市貝町道に移管された。
起点の宇都宮市ゆいの杜の刈沼町交差点から、芳賀郡芳賀町大字芳賀台の管理センター前交差点までは、路面電車路線の宇都宮ライトレール宇都宮芳賀ライトレール線（芳賀・宇都宮LRT）との併用軌道区間となっており、道路上に路面電車停留場が5箇所（ゆいの杜西停留場、ゆいの杜中央停留場、ゆいの杜東停留場、芳賀台停留場、芳賀町工業団地管理センター前停留場）設けられている。

### 路線データ
- 総延長：17.770 km（新道区間を除く）[6]
- 実延長：15.930 km（新道区間を除く）[6]
- 起点：栃木県宇都宮市ゆいの杜1丁目（刈沼町交差点＝栃木県道64号宇都宮向田線交点）
- 終点：栃木県芳賀郡茂木町大字北高岡（天矢場交差点＝国道123号、国道294号交点）
- 認定：1961年（昭和36年）4月1日

## 歴史
- 1961年（昭和36年）4月1日 - 一般県道道場宿芳賀茂木線として認定される。
- 1983年（昭和53年）1月17日 - 告示改正により主要地方道宇都宮茂木線となる。認定日の変更は行われていない。
- 1993年（平成5年）5月11日 - 建設省から、県道宇都宮茂木線が宇都宮茂木線として主要地方道に指定される[7]。
- 2023年（令和5年）8月26日 - 宇都宮芳賀ライトレール線が開業[8][9]。

## 路線状況

### 道の駅
- 道の駅サシバの里いちかい

## 地理

### 通過する自治体
- 宇都宮市
- 芳賀郡
  - 芳賀町
  - 市貝町
  - 茂木町

### 交差する道路
- 栃木県道64号宇都宮向田線（宇都宮市刈沼町交差点、起点）
- 栃木県道154号下高根沢氷室線（芳賀郡芳賀町大字下高根沢・三日市交差点）
- 栃木県道156号石末真岡線（芳賀郡芳賀町大字下高根沢・下高根沢南交差点）
- 栃木県道61号真岡那須烏山線（芳賀郡芳賀町大字祖母井・祖母井交差点）
- 栃木県道338号芳賀茂木線・栃木県道255号塙上根線（芳賀郡芳賀町大字祖母井・祖母井東交差点）
- 栃木県道163号黒田市塙真岡線（芳賀郡市貝町大字市塙・市貝町役場北交差点）
- 国道123号・国道294号（芳賀郡茂木町北高岡・天矢場交差点、終点）

## ギャラリー

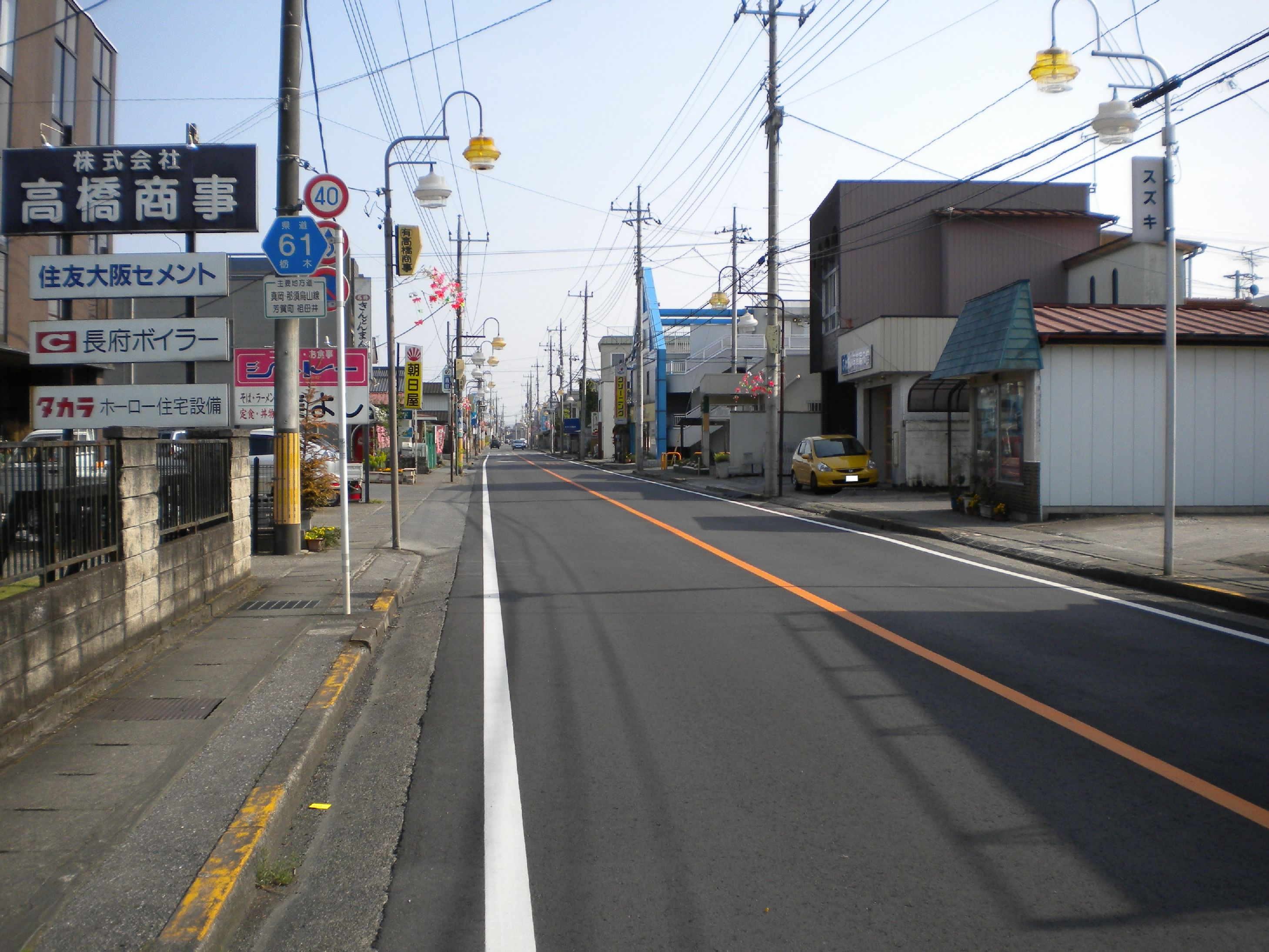
芳賀町祖母井付近 （県道61号との重複区間）
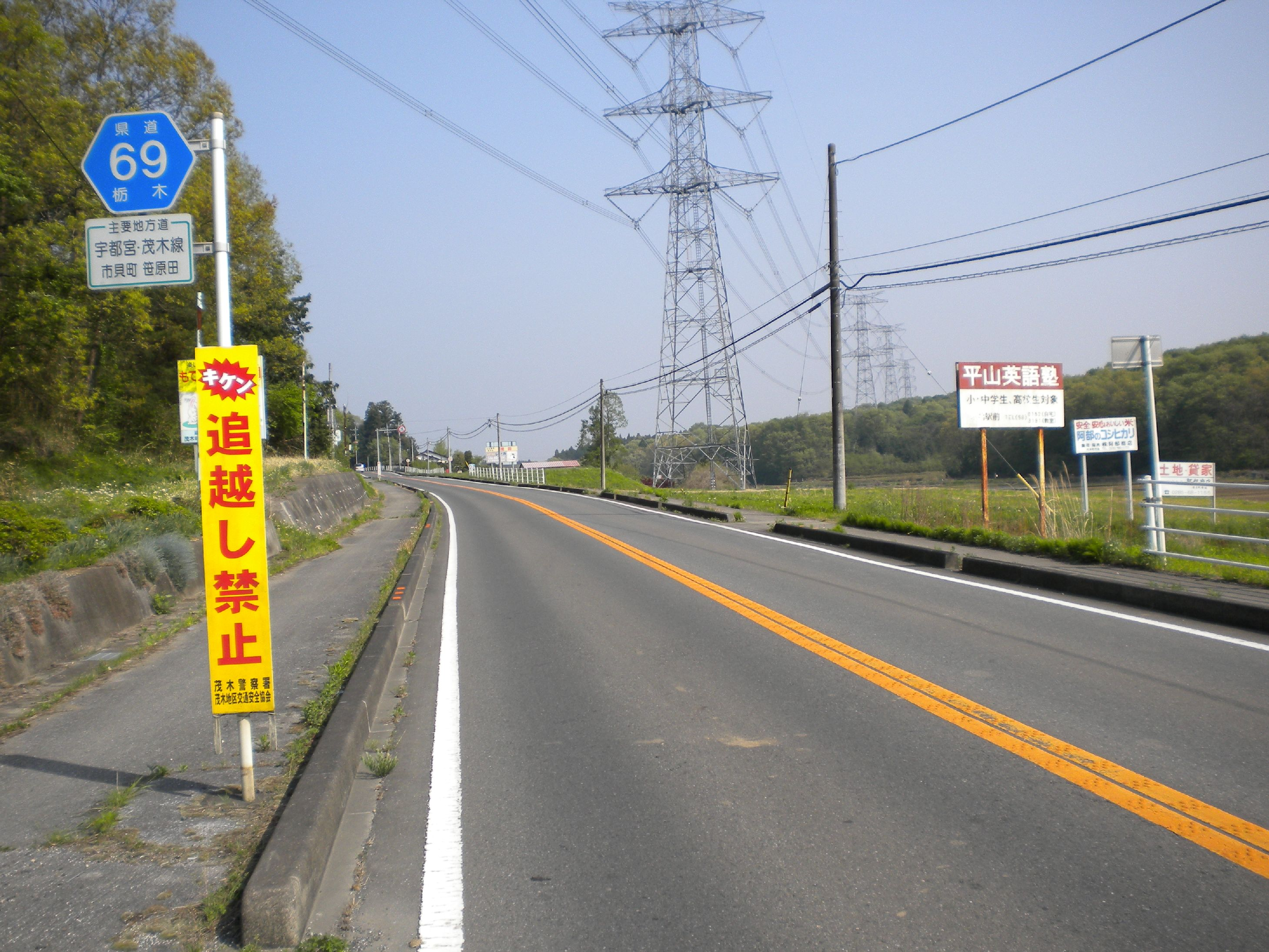
市貝町笹原田付近
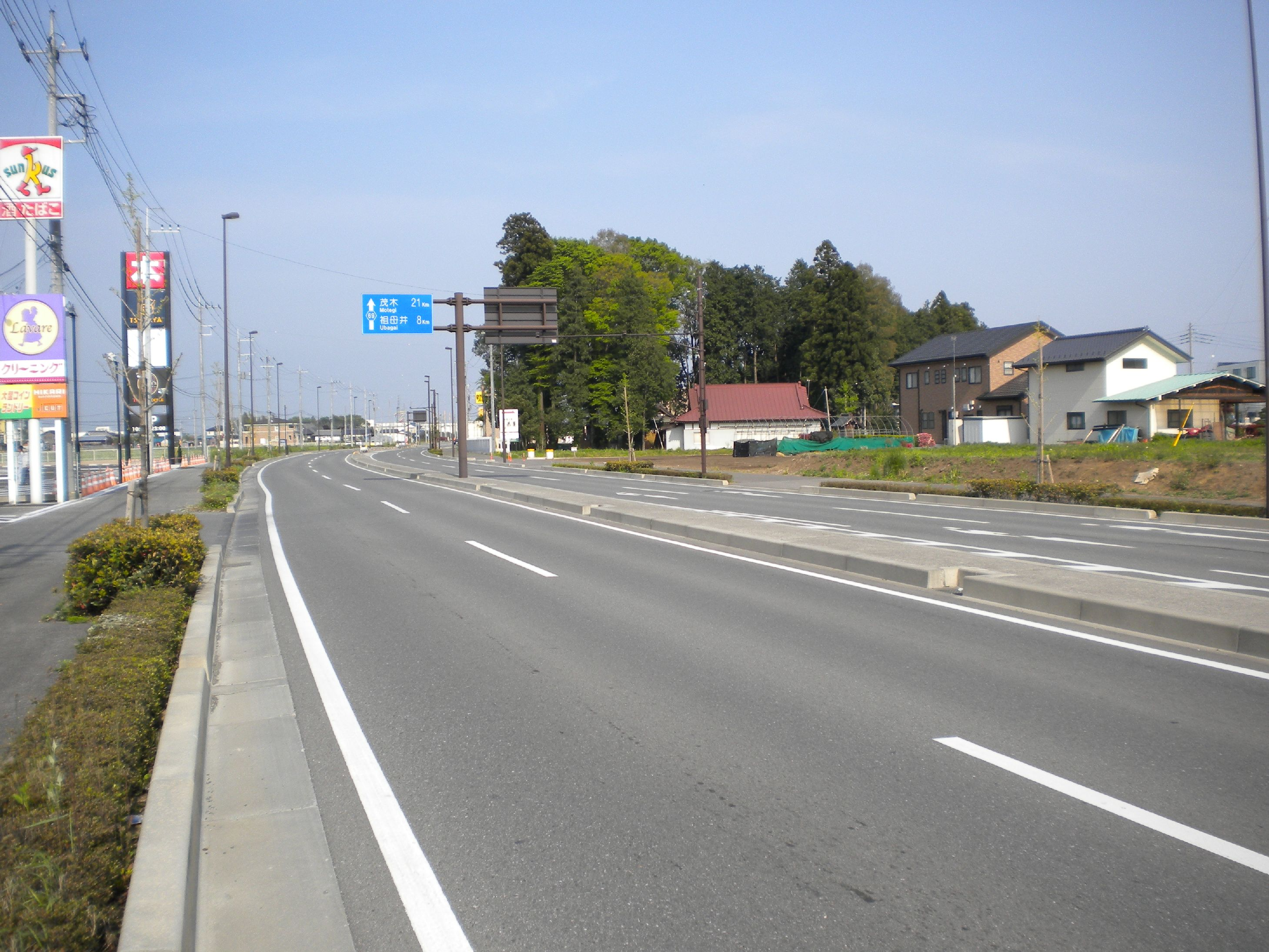
宇都宮芳賀ライトレール線整備前のゆいの杜4丁目（旧野高谷町）付近（2009年撮影）